# Clytie bernardi
Clytie bernardi är en fjärilsart som beskrevs av Charles E. Rungs 1958. Clytie bernardi ingår i släktet Clytie och familjen nattflyn. Inga underarter finns listade i Catalogue of Life.